# 阿卡西烏斯
阿卡西烏斯（Acacius）亦作阿迦修，君士坦丁堡牧首（471年-489年）。
東羅馬帝國皇帝芝諾（474－491年在位），為平息迦克墩會議中所提出基督的神人二性，與基督一性派（認為基督只有一性，神性與人性結合後，只留有神性）的爭議，482年頒佈著名的『合一信條』，儘管看似譴責聶斯脫里與歐迪奇派，另一方面卻對迦克墩大公會議隻字不提。
在西方教會，羅馬教宗斐理斯三世（483-492年在位）認為，合一信條取消了迦克墩信經在教義上基督神人二性的規定，於是將君士坦丁堡宗主教開除教籍，史稱阿迦修分裂。
事件之後，開始了東西方教會長達35年的分裂，直到519年查士丁一世（518-527年在位）與羅馬教會協商後，悄悄的廢止合一信條，分裂才告一段落。
這次分裂凸顯了東西方教會的矛盾，也為1054年東西教會大分裂種下遠因。